# Charaxes thyestes
Charaxes thyestes är en fjärilsart som beskrevs av Stoll 1790. Charaxes thyestes ingår i släktet Charaxes och familjen praktfjärilar. Inga underarter finns listade i Catalogue of Life.